# Sergueï Tkatch
 (octobre 2023).
La mise en forme du texte ne suit pas les recommandations de Wikipédia : il faut le « wikifier ».
Les points d'amélioration suivants sont les cas les plus fréquents. Le détail des points à revoir est peut-être précisé sur la page de discussion.
- Les titres sont pré-formatés par le logiciel. Ils ne sont ni en capitales, ni en gras.
- Le texte ne doit pas être écrit en capitales (les noms de famille non plus), ni en gras, ni en italique, ni en « petit »…
- Le gras n'est utilisé que pour surligner le titre de l'article dans l'introduction, une seule fois.
- L'italique est rarement utilisé : mots en langue étrangère, titres d'œuvres, noms de bateaux, etc.
- Les citations ne sont pas en italique mais en corps de texte normal. Elles sont entourées par des guillemets français : « et ».
- Les listes à puces sont à éviter, des paragraphes rédigés étant largement préférés. Les tableaux sont à réserver à la présentation de données structurées (résultats, etc.).
- Les appels de note de bas de page (petits chiffres en exposant, introduits par l'outil «  Source ») sont à placer entre la fin de phrase et le point final[comme ça].
- Les liens internes (vers d'autres articles de Wikipédia) sont à choisir avec parcimonie. Créez des liens vers des articles approfondissant le sujet. Les termes génériques sans rapport avec le sujet sont à éviter, ainsi que les répétitions de liens vers un même terme.
- Les liens externes sont à placer uniquement dans une section « Liens externes », à la fin de l'article. Ces liens sont à choisir avec parcimonie suivant les règles définies. Si un lien sert de source à l'article, son insertion dans le texte est à faire par les notes de bas de page.
- La présentation des références doit suivre les conventions bibliographiques. Il est recommandé d'utiliser les modèles {{Ouvrage}}, {{Chapitre}}, {{Article}}, {{Lien web}} et/ou {{Bibliographie}}. Le mode d'édition visuel peut mettre en forme automatiquement les références.
- Insérer une infobox (cadre d'informations à droite) n'est pas obligatoire pour parachever la mise en page.

Pour une aide détaillée, merci de consulter Aide:Wikification.
Si vous pensez que ces points ont été résolus, vous pouvez retirer ce bandeau et améliorer la mise en forme d'un autre article.
Sergueï Fedorovitch Tkatch (en russe : Серге́й Фёдорович Ткач, en ukrainien : Сергій Федорович Ткач, Serhiy Fedorovytch Tkatch, né le 15 septembre 1952 et mort le 4 novembre 2018), était un policier et tueur en série d'origine russe qui a été reconnu coupable du meurtre de trente-sept femmes et filles en Union soviétique et plus tard en Ukraine entre 1980 et 2005.

## Biographie
Serhiy Tkatch est né le 15 septembre 1952 à Kisseliovsk, oblast de Kemerovo, SFSR russe, Union soviétique. Il a servi dans l'armée soviétique et, selon ses voisins, il affirmait avoir été un vétéran de la guerre soviéto-afghane. Tkatch a travaillé comme enquêteur de police dans l'oblast de Kemerovo, où on lui a proposé d'entrer à l'école du ministère de l'Intérieur jusqu'à ce qu'il soit surpris en train de falsifier des preuves et contraint de renoncer à sa candidature. Par la suite, Tkatch a exercé de nombreux emplois avant de rejoindre l'Ukraine en 1982, où il a recommencé à travailler comme enquêteur de police dans l'oblast de Dnipropetrovsk.

## Meurtres
En 1984, des jeunes femmes et des filles ont commencé à disparaître sensiblement dans les oblasts de Dnipropetrovsk, de Kharkiv, de Zaporijjia et en Crimée, dans l'est de l'Ukraine, près de l'endroit où Tkatch vivait et travaillait. Il a ciblé des victimes féminines, âgées de 8 à 18 ans, qui ont été violées, étouffées et, après leur mort, souillées sexuellement. Tkatch a utilisé sa connaissance des procédures d'enquête criminelle pour tromper d'autres policiers enquêtant sur ses meurtres, par exemple en choisissant des victimes près des voies ferrées récemment traitées au goudron pour dérouter les chiens policiers.

## Arrestation, condamnation et emprisonnement
En août 2005, Tkatch a assisté aux funérailles d'une de ses victimes. Des enfants également présents ont affirmé l'avoir vu avec la victime peu avant sa mort. Il a été arrêté à son domicile de Polohy et a reconnu ses crimes, affirmant avoir tué plus de 100 personnes jusqu'à son arrestation, et a exigé la peine de mort,. En 2008, après un procès d'un an, Tkatch a été condamné à la prison à vie pour le meurtre de trente-sept femmes et filles sur plus de deux décennies.
Au fil des années, quinze hommes ont été emprisonnés à tort pour certains des meurtres dont Tkatch a été reconnu coupable, dont l'un s'est suicidé, et un autre n'a été libéré qu'en mars 2012,.
Un documentaire Netflix de 2018 intitulé À l'intérieur des prisons les plus difficiles du monde a révélé que Tkatch avait engendré un enfant alors qu'il était en prison avec une femme d'une vingtaine d'années qui s'est épris de lui après avoir lu une interview dans les médias. Elle a ensuite épousé Tkatch en 2015, qui était autorisé à avoir des visites conjugales conformément aux dispositions relatives aux droits de l'homme.

## La mort
Tkatch est décédé dans la prison no 8 de Jytomyr, dans l'oblast de Jytomyr, où il a purgé sa peine, le 4 novembre 2018. La cause du décès était une insuffisance cardiaque. Tkatch a été enterré le 7 novembre par le personnel de la prison, aucun de ses proches n'ayant réclamé le corps.